# 浏醴高速公路
浏醴高速公路指湖南省境内浏阳至醴陵高速公路，为湖南省规划的“五纵七横”高速公路网中的第一纵平汝高速公路中的第二段，起于浏醴黄泥界接通平高速，终点接醴陵至茶陵高速公路，路线里程全长99.364公里，双向四车道，设计时速100公里，路基宽26米。沿线经过浏阳市、长沙县和醴陵市，经浏阳市的社港镇、龙伏镇、沙市镇和北盛镇至洞阳镇过境浏阳市生物医药园区，跨洞阳河于枫浆桥与长浏高速公路相交，穿长沙县的江背镇再至浏阳镇头镇跃龙，跨浏阳河后经普迹镇于春江桥进入醴陵市，经官庄乡、枫林、黄獭嘴镇，于板杉乡与醴潭高速公路相接。工程概算总投资为75.97亿元，于2009年5月27日开工建设。